# Goran Perkovac
Goran Perkovac (Slatina, 16 settembre 1962) è un ex pallamanista e allenatore di pallamano croato, fino al 1992 jugoslavo.

## Palmarès

### Olimpiadi
- 2 medaglie:
  - 1 oro (Atlanta 1996[1])
  - 1 bronzo (Seul 1988[2])

### Mondiali
- 1 medaglia:
  - 1 argento (Islanda 1995[1])

### Europei
- 1 medaglia:
  - 1 bronzo (Portogallo 1994[1])

### Giochi del Mediterraneo
- 2 medaglie[1]:
  - 2 ori (Languedoc-Roussillon 1993; Bari 1997)